# Fever in the Funk House
Fever in the Funk House è il primo album studio del gruppo rock italiano Julie's Haircut; è stato pubblicato nel 1999 con l'etichetta Gammapop..
Nel 2006 l'etichetta Homesleep Records ha ripubblicato il cd che è stato disponibile per la prevendita già a fine anno 2005.

## Tracce
1. Black T-Shirt – 2:22
2. Nuclear Core Blues – 2:11
3. Too Much Love – 2:38
4. Chip & Fish Brain – 3:41
5. Everyone Needs Someone to fuck – 3:24
6. Love is made for two – 5:27
7. My house is on fire – 5:40
8. Silence/Silence – 3:57
9. High School Confidential – 4:23
10. Strange Strange Girl – 4:42
11. Safe As – 4:44
12. Punk Rock Loser'99 – 1:42
13. Virtual Valerie – 6:26